# Собор Святой Маркеллы (Астория)
Собор Святой Маркеллы (англ. Saint Markella Greek Orthodox Cathedral) — кафедральный собор Американской митрополии Истинно-православной церкви Греции (Синода Хризостома), расположенный в Куинс в Нью-Йорке, в Соединённых Штатах Америки.
Собор был построен в 1954 году в районе Астория в Нью-Йорке и освящён митрополитом Асторийским Петром (Астифидисом) в честь святой Маркеллы Хиосской.
В настоящее время является главным кафедральным собором митрополита Американского Димитрия (Кириаку).
Более пятидесяти лет при соборе действует школа для греческих детей.